# Impatiens brachycentra
Impatiens brachycentra là một loài thực vật có hoa trong họ Bóng nước. Loài này được Kar. & Kir. mô tả khoa học đầu tiên năm 1842.